# Walther Kraus
Walther Kraus (* 29. Dezember 1902 in Wien, Österreich-Ungarn; † 5. November 1997 ebenda) war ein österreichischer Klassischer Philologe.

## Leben
Walther Kraus studierte Klassische Philologie an der Universität Wien sowie ein Jahr in Leipzig und wurde im Frühjahr 1927 in Wien, wo vor allem Ludwig Radermacher sein Lehrer war, mit einer Arbeit zu den Testimonia Aristophanea promoviert. 1928 legte er die Lehramtsprüfung ab und war seitdem im Schuldienst beschäftigt. 1938 wurde er aus dem Schuldienst entlassen, da er „väterlicherseits jüdischer Herkunft“ war, seine fertige Habilitationsschrift konnte er nicht mehr einreichen, auch durfte er die Universität nicht mehr betreten. Freunde verhalfen ihm zu einem bescheidenen Auskommen, so schrieb er etwa in dieser Zeit den Artikel über Ovid für Paulys Realencyclopädie der classischen Altertumswissenschaft. 1945 kehrte er wieder in den Schuldienst zurück und wurde an der Universität Wien habilitiert, wo er seit dem Wintersemester 1945/1946 lehrte. 1951 wurde er in Nachfolge von Karl Mras außerordentlicher Professor, von 1955 bis zur Emeritierung 1973 ordentlicher Professor. 1968/1969 war er Rektor der Universität Wien. Kraus wurde am Ober Sankt Veiter Friedhof bestattet.

## Veröffentlichungen
- Strophengestaltung in der griechischen Tragödie. Teil 1: Aischylos und Sophokles (= Sitzungsberichte der Österreichischen Akademie der Wissenschaften, Philosophisch-Historische Klasse. Band 231, Nummer 4). Rohrer, Wien 1957.
- als Herausgeber mit Rudolf Hanslik: Donum natalicium. Albin Lesky zum 7. Juli dargebracht von Freunden und Schülern (= Wiener Studien. Band 79). Höfels, Wien 1966.
- Aus Allem Eines. Studien zur antiken Geistesgeschichte. Heidelberg 1984 (gesammelte kleine Schriften, S. 465–476 Schriftenverzeichnis).
- Aristophanes' politische Komödien. Die Acharner, die Ritter (= Sitzungsberichte der Österreichischen Akademie der Wissenschaften, Philosophisch-Historische Klasse. Band 453). Verlag der Österreichischen Akademie der Wissenschaften, Wien 1985, ISBN 3-7001-0716-1.